# Cezary Atamańczuk
Cezary Łukasz Atamańczuk (ur. 26 października 1977 w Szczecinie) – polski polityk, samorządowiec, poseł na Sejm VI kadencji.

## Życiorys
Absolwent Wyższej Szkoły Zarządzania i Zachodniopomorskiej Szkoły Biznesu, w której uzyskał magisterium z zarządzania przedsiębiorstwem.
Należał do Stronnictwa Konserwatywno-Ludowego. W wyborach parlamentarnych w 2001 bezskutecznie kandydował do Sejmu z listy Platformy Obywatelskiej. W wyborach samorządowych w 2006 został radnym powiatu polickiego. Objął następnie stanowisko członka zarządu tego powiatu. W wyborach parlamentarnych w 2007 bez powodzenia startował do Sejmu w okręgu szczecińskim z listy Platformy Obywatelskiej, uzyskując 5845 głosów.
Jesienią 2008 przedstawiono mu zarzuty posiadania środków odurzających (w postaci marihuany), prowadzenia pojazdu mechanicznego pod ich wpływem, a także złożenie zatrzymującym go funkcjonariuszom policji obietnicy udzielenia korzyści majątkowej. Cezary Atamańczuk przyznał się do popełnienia pierwszego z tych czynów. W konsekwencji został usunięty z Platformy Obywatelskiej i odwołany z funkcji w zarządzie powiatu, złożył także mandat radnego.
W czerwcu 2009 został posłem na Sejm VI kadencji w miejsce Sławomira Nitrasa, wybranego do Parlamentu Europejskiego. W grudniu tego samego roku został skazany na karę dwóch lat pozbawienia wolności z warunkowym zawieszeniem jej wykonania na czteroletni okres próby, wyrok ten w maju 2010 utrzymał w mocy Sąd Okręgowy w Szczecinie.
W 2011 nie kandydował do krajowego parlamentu.